# Paul Guignard
Paul Guignard, född 10 maj 1876 i Ainay-le-Château, död 15 februari 1965 i Paris, var en fransk professionell tävlingscyklist. 
Guignard blev 1905 tvåa i världsmästerskapet i stayeråkning 100 km efter amerikanen Robert Walthour och vann 1913 i Leipzig mästerskapet på 1.16.26, vilket ännu i början av 1940-talet var den näst bästa tid, som noterats i VM-tävlingens historia. År 1909 åkte Guignard i München med pace av motorcykel med vindskyddsplåt 101,623 km/h, ett rekord, som stod oslaget i 15 år. År 1925 startade han, 49 år gammal, på Hornsbergsvelodromen i Stockholm.